# Venom (film, 2018)
Venom je americký akční film z roku 2018 režiséra Rubena Fleischera, natočený na motivy komiksů vydavatelství Marvel Comics o stejnojmenné postavě ze světa Spider-Mana. Film produkovala společnost Columbia Pictures ve spolupráci s Marvel Entertainment. Jedná se o první snímek v rámci filmové série Sony's Spider-Man Universe. Scénář filmu napsali Jeff Pinkner, Scott Rosenberg a Kelly Marcel. V titulní roli se představil Tom Hardy, coby novinář Eddie Brock (Venom), a dále Michelle Williamsová a Riz Ahmed. Do amerických kin byl film uveden 5. října 2018.
Scénář k filmu je inspirovaný komiksem Venom: Lethal Protector z roku 1993 a dějovou linií Planet of the Symbiotes z roku 1995.
Ihned od novinářské předpremiéry se film setkal s negativními reakcemi kritiků. Na internetovém agregátoru recenzí kritiků Metacritic film obdržel skóre 35 ze 100 (založené na 46 recenzích) a na Rotten Tomatoes 30 % (založené na 345 recenzích, přičemž 243 z nich bylo negativních). Přes počáteční negativní recenze se z filmu stal nečekaný kinohit. S rozpočtem kolem 110 milionů dolarů film utržil 855 milionů dolarů. Stal se tak pátým nejvýdělečnějším filmem roku 2018.

## Děj
Hasiči a záchranáři prohledávají trosky rakety v Asii. Z trosek se nikým nepozorována zvedne žena a jde na trh. Cestou se jí během pár sekund zahojí otevřená zlomenina holeně a na chvíli jí zčernají oči. Na trhu začne jíst hada z nádrže a prodejce na ní řve, že to musí zaplatit. Ona ho díky symbiontovi probodne. Poté na ní začne útočit parta mužů, ale ona vystřelí ostny a všechny je zabije. Přijde ke starší ženě a předá jí symbionta. Nyní je v záběru novinář Eddie Brock, se kterým se rozešle přítelkyně.

## Obsazení
- Tom Hardy jako Eddie Brock/Venom
- Michelle Williamsová jako Anne Weyingová
- Riz Ahmed jako Carlton Drake/Riot
- Janny Slate jako Dora Skirt
- Reid Scott jako Dr. Dan Lewis
- Scott Haze jako Roland Treece
- Wayne Pére jako Dr. Emerson
- Sope Aluko jako Dr. Rosie Collins
- Michel Lee jako Donna Diego
- Peggy Lu jako Paní Chanová
- Woody Harrelson jako Kletus Cassady

## Produkce

### Natáčení
Hlavní natáčení začalo 23. října 2017 v Atlantě a New Yorku. Od 16. do 26. ledna 2018 se natáčelo také v San Franciscu a to v městských částech Russian Hill, North Beach, Chinatown a Financial District. 27. ledna 2018 bylo Tomem Hardym oznámeno, že hlavní natáčení oficiálně skončilo.

## Návštěvnost
Za první víkend film v České republice vidělo 125 170 diváků. Do konce listopadu 2018 ho v Česku zhlédlo 381 000 diváků, kteří v kinech nechali 62 milionů korun. Celosvětově film vydělal 855 013 954 amerických dolarů. Z toho 213,5 milionu v Severní Americe a 641,5 milionu ve zbytku světa.